# Branchburg
Branchburg est un township situé dans l'État américain du New Jersey.

## Personnalité
- Thor Solberg (1893-1967), aviateur norvégien, y est mort.